# David Furr
David Furr é um ator de teatro, cinema e televisão americano.
Furr recebeu uma indicação ao Tony Award por seu papel no revival de 2015 de Noises Off no Roundabout Theatre Company de Broadway.

## Filmografia

### Televisão
- NCIS: Los Angeles (2013)
- Elementary (2013)
- Royal Pains (2014)
- Unforgettable (2014)
- Turn: Washington's Spies (2014, 2017)
- The Michael J. Fox Show (2014)
- The Blacklist (2017)
- State of Affairs (2014)
- The Americans (2015)
- The Following (2015)
- BrainDead (2016)
- Madam Secretary (2016)
- Odd Mom Out (2016-2017)
- Turn (2015,2017)
- Blindspot (2017)
- Punho de Ferro (2017)
- Mr. Mercedes (2017)
- Man in the High Castle (2018)

### Cinema
| Ano  | Título                                    | Papel            |
| ---- | ----------------------------------------- | ---------------- |
| 2007 | Evening                                   | Ralph Haverford  |
| 2011 | It May Be Love But It Doesn't Show        | Peter            |
| 2011 | The Importance of Being Earnest           | Jack Worthing    |
| 2013 | Killing Lincoln                           | Frederick Seward |
| 2016 | 13 Hours: The Secret Soldiers of Benghazi | DS Alec          |
| 2017 | The Sounding                              | Ed               |

## Teatro
- King Lear, Broadway, (2004), Lincoln Center Theatre
- The Rivals, Broadway, (2004), Lincoln Center Theatre
- Who's Afraid of Virginia Woolf?. Broadway, (2005)
- Cymbeline, Broadway (2007), Lincoln Center Theatre
- Accent on Youth, Broadway, (2008), Manhattan Theatre Club
- Equivocation, 2010, Manhattan Theatre Club
- The Importance of Being Earnest, Broadway, (2011), Roundabout Theatre Company
- As You Like It, Shakespeare in the Park (2012), New York Shakespeare Festival, St. Claire Bayfield Award
- The Explorers Club, por Nell Benjamin, (2013), Manhattan Theatre Club, Nova York
- Cymbeline, Shakespeare no Parque, (2015) New York Shakespeare Festival
- Noises Off, Broadway, Roundabout Theatre. (2016) Furr recebeu uma nomeação no Tony Award por sua performance de Garry Lejeune.

## Prêmios e nomeações
| Ano  | Prêmio                   | Categoria | Peça           | Resultado | Ref   |
| ---- | ------------------------ | --- | -------------- | --------- | ----- |
| 2016 | Tony Award               | Tony Award para Melhor Ator em uma Peça                                                                             | Noises Off     | Indicado  | [ 3 ] |
| 2016 | Drama Desk Award         | Melhor Ator em uma Peça                                                                                             | Noises Off     | Indicado  | [ 4 ] |
| 2012 | St. Clair Bayfield Award | Melhor Performance em um papel secundário por um ator em uma peça de Shakespeare na área metropolitana de Nova York | As You Like It | Venceu    | [ 5 ] |
| 2012 | Falstaff Award           | Melhor Performance Secundária, Masculina                                                                            | As You Like It | Venceu    | [ 6 ] |
| 2005 | Ovation Award            | Melhor Ator | All My Sons    | Indicado  | [ 7 ] |
| 2005 | Henry Award              | Melhor Ator Secundário em uma Peça                                                                                  | All My Sons    | Indicado  | [ 8 ] |